# Джумадилов, Бахытжан Акимханович
Бахытжа́н Акимха́нович Джумади́лов (род. 26 октября 1947, село Жаланаш, Алматинская область — 3 марта 2010) — советский и казахстанский певец, ведущий, композитор и поэт. 
Заслуженный деятель Казахстана (2003). Солист вокально-инструментального ансамбля «Дос-Мукасан».

## Биография
Родился 26 октября 1947 года в селе Жаланаш Алматинской области в семье финансового служащего. В 1959 году переехал вместе с семьей в Алматы. С 1964 по 1968 год обучался в Алматинском индустриальном техникуме. С 1968 по 1974 год учился на факультете «Архитектура и градостроительство» Казахского политехнического института. 
В 1970 году присоединился к вокально-инструментальному ансамблю «Дос-Мукасан» в качестве солиста. В составе ансамбля побывал в странах Европы, Америки и Азии. В связи с переходом в 1974 году на профессиональную сцену, работал в Республиканском гастрольно-концертном объединении «Казахконцерт» как солист-вокалист высшей категории. 
В 1984 году перешёл на административную работу — занимал должность заместителя директора республиканского объединения «Казахконцерт», затем в 1988 году — главного режиссёра Дворца школьников, затем старшего инспектора Алматинского городского Управления по культуре. В 1989 году назначен заместителем директора, а затем Генеральным директором Объединения зон отдыха и туризма Алматинского Горисполкома. В 1998 году на международном фестивале «Азия Дауысы» ансамбль был назван «Легендой казахстанской эстрады».
В 2000 году вернулся к музыкальной деятельности в первом составе группы «Дос-Мукасан». Был ведущим авторской передачи «Асыл Арман» на телеканале «Хабар». В 2008 году выпустил книгу «Дос-Мукасан: Годы и дороги» об истории ансамбля на основе дневниковых записей, которые вел с 1971 года.

## Творчество
Автор сценария и текста в прозе первой казахстанской рок-оперы «Жер-ұйық» (1979).
Автор стихов к песням:
- «Қайдасың» (муз. М. Молдабекова)
- «Это ты» (муз. Д. Сулеева)
- «Ты моя мечта» (муз. М. Кусаинова)

Автор книг:
- «Дос-Мукасан: Годы и дороги» (2008)
- «Полигон. Опытное поле» (2008)
- «Стих и я» (2007)

## Награды
- Заслуженный деятель Казахстана
- Лауреат Всесоюзного конкурса профессиональных исполнителей советской песни и вокально-инструментальных ансамблей в Минске (1973)
- Лауреат Х Всемирного фестиваля молодежи и студентов в Берлине (1973)
- Ветеран войны в Афганистане